# Перл, Линда
Линда Перл (англ. Linda Purl; род. 2 сентября 1955, Гринуич) — американская актриса и певица.

## Биография
Линда Перл родилась в Гринуиче, штат Коннектикут в театральной семье и начала свою карьеру на сцене в пятнадцатилетнем возрасте, а после появилась в нескольких дневных мыльных операх. Начиная с семидесятых, Перл, сыграла более девяноста ролей на телевидении и в кино. Она наиболее известна по ролям в сериалах «Последние дни Помпеи», «Счастливые дни» и «Мэтлок», а также сыграла главные роли в нескольких недолго просуществовавших шоу. На большом экране она появилась в таких фильмах как «В целях самообороны», «Язык тела» и «Могучий Джо Янг». В последние годы она была заметна благодаря второстепенным ролям в телесериалах «Офис», «Родина» и «Настоящая кровь». Как певица, она выпустила несколько джазовых альбомов и выступала в нескольких мюзиклах. 

## Личная жизнь
Она была замужем четырежды. В 1979 году вышла замуж за актёра Деси Альберто Арнаса мл., но они развелись в 1980 году. В 1988 году вышла замуж за писателя и сценариста Уильяма Бройлеса мл., но их брак не продлился долго. В 1993 году вышла замуж за сценариста Александра Кэри, позже они развелись. У бывших супругов есть сын Люциус, который родился в 1995 году. В 2006 году вышла замуж за Джеймса Винсона Адамса, но их брак закончился разводом.

## Избранная фильмография
| Год  |   | Русское название      | Оригинальное название | Роль          |
| ---- | - | --------------------- | --------------------- | ------------- |
| 2010 | с | Отчаянные домохозяйки | Desperate Housewives  | Лиллиан Аллен |
| 2012 | с | Настоящая кровь       | True Blood            | Барбара Пелт  |